# Colpochila velata
Colpochila velata är en skalbaggsart som beskrevs av Britton 1986. Colpochila velata ingår i släktet Colpochila och familjen Melolonthidae. Inga underarter finns listade i Catalogue of Life.